# BM Records
BM Records es un sello discográfico puertorriqueño especializado en el género urbano "underground", que luego se conocería como Reguetón. Durante los primeros 7 años del comienzo del reguetón, BM Records retuvo el control de más del 90% de las producciones y distribuciones de este género, siendo considerada como la primera casa distribuidora de este género. Cerró su operaciones físicas en 2005, debido al auge de otros sellos como Pina Records, El Cartel Records y Machete Music y el deterioro de salud de Don Pedro Merced.
A partir de octubre del 2020, la casa discográfica BM Records relanza decenas de catálogo nunca antes presentado de manera digital, siendo dirigida por Omar Merced, hijo del difunto fundador.

## Historia
Comenzó sus funciones en Puerto Rico en el año 1978 como distribuidora de sellos musicales bajo la dirección de Pedro J. Merced. En 1985, evolucionó y empieza a hacer sus propias producciones. Fue pionera en producir Rap en español en Puerto Rico.
El empresario Don Pedro Merced invirtió en el rap local o nativo en Puerto Rico. En el año 1989, lanza un tema que marcaría la historia musical de Puerto Rico, dando a luz un nuevo movimiento, “La Escuela” (1989) de Rubén DJ, que levantaría masas juveniles que utilizaron la canción como un grito revolucionario por un nuevo movimiento urbano que hasta el sol de casi 30 años más tarde tendría cautivado a generaciones y quizás las próximas por venir. Lanza ese mismo año “El Sida” de Brewley MC y “La Recta Final” de Vico C, todos estos temas a diferencia de lo que se hace hoy en día, contenían temas de contenido social y positivos.
En 1992, fue la primera Compañía en producir y distribuir Reguetón en Puerto Rico. Se destacó en creer y darle la oportunidad de trabajo a artistas y productores de este género como Dj Playero y sus producciones colaborativas. En su catálogo, BM Records cuenta con interpretaciones de artistas como Daddy Yankee, Nicky Jam, Don Omar, Rey Pirin, Ivy Queen, Plan B, entre otros. Durante los primeros 7 años del comienzo del Reggaeton BM Records retuvo el control de más del 90% de las producciones y distribuciones de este género.
En 2005, Pedro Merced decide cerrar las puertas del sello discográfico, aunado a su deterioro de salud y la poca actividad que veía BM en el mercado.
En 2020, Omar Merced, hijo del difunto fundador y actual presidente del sello, ha trabajado para dar accesibilidad a su repertorio de álbumes, sencillos y videos musicales, mismos que formaron parte imprescindible del fenómeno de música underground que se desarrolló a lo largo de la década de los noventa en Puerto Rico, permitiendo el acceso por medio de las plataformas digitales y el relanzamiento del sello de manera virtual.

## Artistas
- Dj Playero[15]
- DJ Eric
- The Noise
- Wise Da Gansta[16]
- César Farrait[17]
- Daddy Yankee[18]
- Lisa M
- Vico C
- Rey Pirin[19]
- Don Chezina
- Cavalucci